# Ángel Labruna

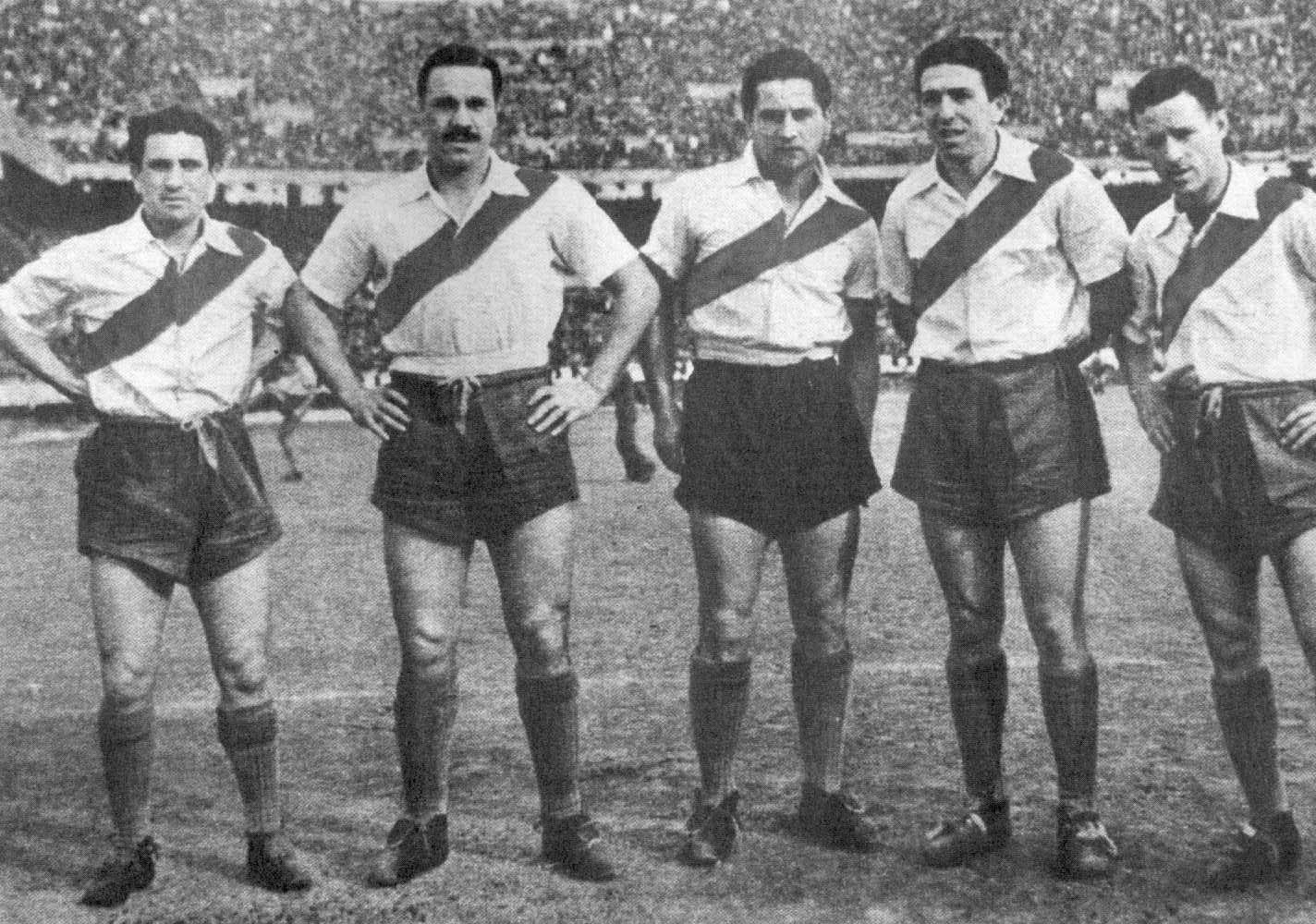
La Máquina do River Plate na década de 1950.
Da esquerda para a direita: Muñoz, Moreno, Pedernera, Labruna e Loustau.

Ángel Amadeo Labruna (Buenos Aires, 28 de setembro de 1918 — Buenos Aires, 20 de setembro de 1983) foi um futebolista e treinador argentino. Com 295 gols marcados em jogos oficiais, Labruna é a 2ª maior artilheiro de todos os tempos do Campeonato Argentino de Futebol, atrás do paraguaio Arsenio Erico. Labruna também fez parte da célebre ofensiva do River Plate, apelidada de La Máquina. 
É considerado um dos melhores futebolistas sul-americanos de todos os tempos.

## Carreira
Labruna iniciou a sua carreira profissional em 1939, no River Plate. Fez parte da geração vitoriosa dos Millonarios na década de 1950, alcunha da de La Máquina, formada, além dele, por Juan Carlos Muñoz, José Manuel Moreno, Adolfo Pedernera e Félix Loustau. Foi campeão argentino com o river nos anos de 1941, 1942, 1945, 1947, 1952, 1953, 1955, 1956 e 1957 e é o maior artilheiro da história do clube com 387 gols em 527 jogos oficialmente.
Em vinte anos de River, Angelito disputou 726 partidas e marcou 509 gols entre jogos oficiais e amistosos, tornando-se uma lenda para os torcedores millonarios.

### Depois do River
Após dizer adeus ao River Plate, em 1959, Labruna foi contratado pelo inexpressivo Rampla Juniors do Uruguai. Aos 42 anos de idade, ele ainda teve tempo de disputar 16 partidas e marcar três gols - um número considerável, levando-se em conta a idade avançada do atacante. Depois da experiência no Uruguai, Angelito decidiu retornar ao seu país, em 1961.
Depois de disputar apenas duas partidas pelo Platense, Labruna se aposentou aos 43 anos, atuando em cinco jogos pelo Rangers de Talca.

### Pós-aposentadoria
Com a aposentadoria, Labruna passou a exercer cargos administrativos no River Plate, o seu "clube de coração", onde chegou a ser treinador, na década de 1970. Com ele no comando, Los Millonarios chegaram à final da Libertadores de 1976, mas acabariam capitulando diante do Cruzeiro.
Treinou também o Defensores de Belgrano, Rosário Central, o Racing Club e o Talleres.

## Seleção Argentina
Labruna formou parte daquela que é considerada uma das maiores gerações de futebolistas da Seleção Argentina, tetracampeã da Copa América nos anos 40. No entanto, Labruna apenas atuou na edição de 1946, por preferir se casar em 1945 e por ter contraído hepatite em 1947. Quando esteve à disposição, foi titular e vice-artilheiro da conquista invicta no Campeonato Sul-Americano de Futebol de 1946. Ainda conquistaria o Campeonato Sul-Americano de Futebol de 1955, que marcou a volta da Seleção Argentina após boicotar a competição entre 1949 e 1953.
A Argentina também boicotou as Copa do Mundo FIFA de 1950 e Copa do Mundo FIFA de 1954. A chance de Labruna disputar uma edição aconteceu apenas na Copa do Mundo FIFA de 1958, aos 39 anos. Labruna foi titular em duas partidas. Uma delas, a vexatória goleada por 6 a 1 contra a Tchecoslováquia. A má forma física do envelhecido time argentino chamou a atenção na competição. O irlandês Jimmy McIlroy descreveu a Seleção Argentina em 1958 como: "um monte de homens gordinhos com barriga, sorrindo para nós e apontando e acenando para garotas no meio da multidão".José Ramos Delgado culpou o boicote às competições internacionais pela má forma do selecionado: "Nós estávamos acostumados a jogar bem devagar, e eles eram rápidos".
A vitória da Argentina no Campeonato Sul-Americano de Futebol de 1957, na qual derrotaram por 3 a 0 o time brasileiro que no ano seguinte seria campeão do mundo, contribuiu ainda mais para cegar a Seleção Argentina diante do progresso alcançado na Europa.
Apesar da despedida melancólica, com 39 anos, Labruna é o único membro da formação ofensiva clássica da La Máquina a ter disputado uma Copa do Mundo FIFA.

## Títulos

### Como jogador

#### River Plate
- Campeonato Argentino: 1941, 1942, 1945, 1947, 1952, 1953, 1955, 1956, 1957
- Copa Dr. Carlos Ibarguren: 1941, 1942
- Copa Adrián C. Escobar: 1941
- Copa Aldao: 1941, 1945, 1947

#### Argentina
- Copa América: 1946, 1955

### Como treinador

#### Defensores de Belgrano
- Segunda Divisão: 1967

#### Rosario Central
- Campeonato Argentino: Nacional 1971

#### Talleres
- Liga de Córdoba: 1974

#### River Plate
- Campeonato Argentino: Metropolitano 1975, Nacional 1975, Metropolitano 1977, Metropolitano 1979, Nacional 1979, Metropolitano 1980.